# 法爾瓊山
46°33′1.32″N 9°3′39″E / 46.5503667°N 9.06083°E

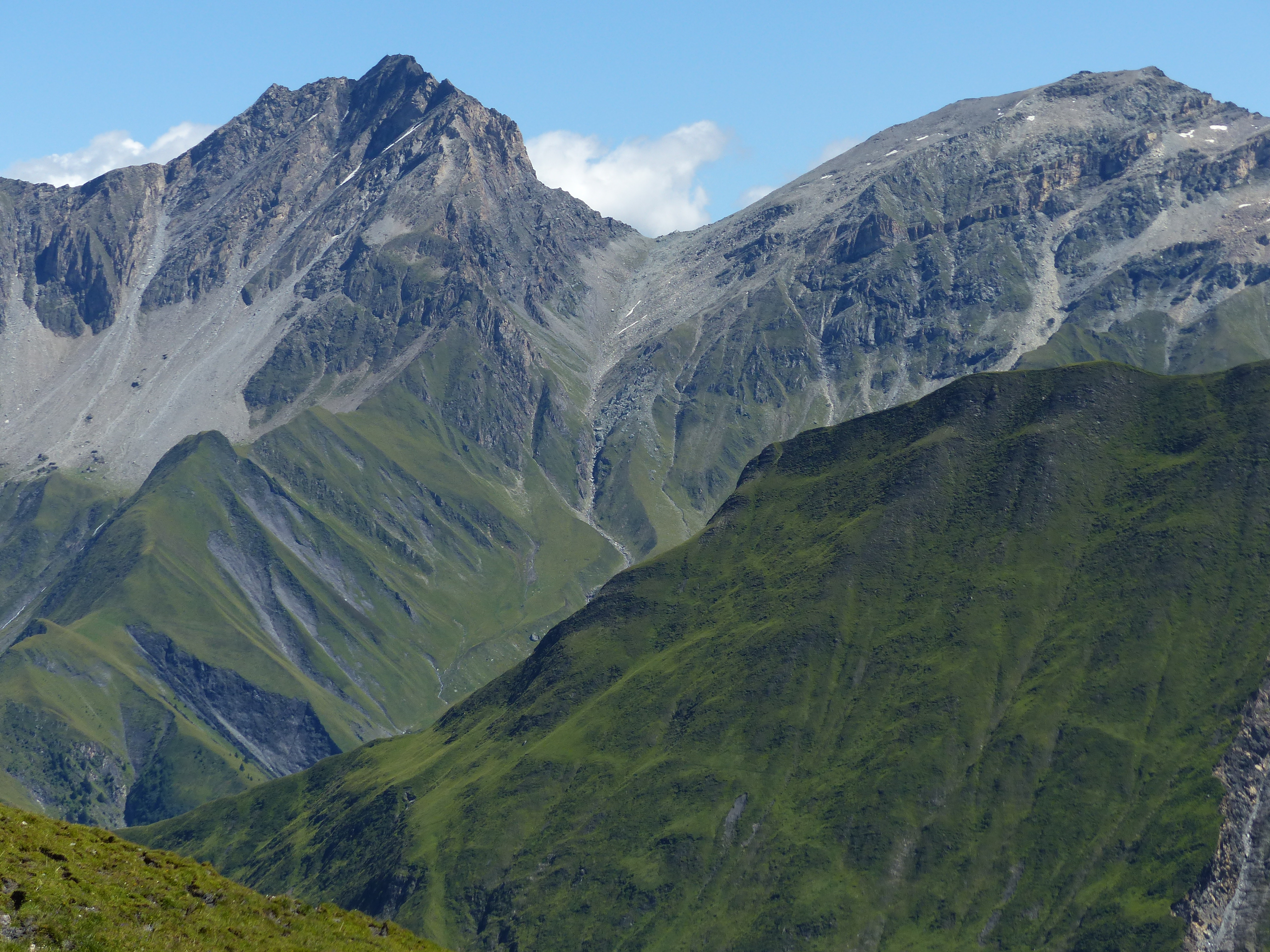

法爾瓊山（Faltschonhorn），是瑞士的山峰，位於該國東南部，由格勞賓登州負責管轄，屬於勒蓬廷山的一部分，海拔高度3,022米，每年平均降雨量1,929毫米。